# Marko Ćosić
Marko Ćosić (Zagabria, 2 marzo 1994) è un calciatore croato, difensore o centrocampista dell'Inker Zaprešić.

## Caratteristiche tecniche
Difensore centrale, può giocare anche come mediano.

## Carriera

### Club
Ćosić ha cominciato la carriera con la maglia dell'Inter Zaprešić, per cui ha esordito in 1. HNL in data 23 luglio 2011, subentrando a Stjepan Babić nella sconfitta per 2-0 maturata sul campo della Dinamo Zagabria. L'Inter Zaprešić è retrocesso in 2. HNL al termine del campionato 2012-2013.
Ćosić ha avuto maggiore spazio a partire dalla stagione successiva ed il 19 marzo 2014 ha trovato il primo gol in squadra, in occasione del pareggio per 3-3 in casa del Radnik Sesvete. L'Inter Zaprešić è tornato nella massima divisione alla fine del campionato 2014-2015.
Il 29 aprile 2016, Ćosić ha trovato il primo gol in 1. HNL, nel 3-1 inflitto alla Lokomotiva Zagabria.
Il 17 giugno 2016, Ćosić è passato ufficialmente all'Hajduk Spalato, in prestito. Il 25 agosto ha realizzato due reti nella sfida valida per il turno di qualificazione di Europa League contro il Maccabi Tel Aviv (2-1), consentendo ai croati di andare ai supplementari. L'incontro si è protratto ai rigori: dagli undici metri l'Hajudk Spalato ha perso dopo l'errore di Ćosić, che si è incaricato del sesto rigore, sbagliandolo. Al termine della stagione, Ćosić ha fatto brevemente ritorno all'Inter Zaprešić.
Il 3 agosto 2017, Ćosić è stato ufficialmente ingaggiato dai norvegesi dell'Haugesund, a cui si è legato con un contratto valido fino 31 dicembre 2020. Ha esordito in Eliteserien in data 6 agosto, schierato titolare nella sconfitta per 2-1 subita sul campo del Sarpsborg 08. Ha chiuso questa porzione di stagione a quota 9 presenze tra tutte le competizioni, senza segnare alcuna rete. Ha rescisso il contratto che lo legava al club in data 18 gennaio 2019.
Il 23 gennaio successivo ha firmato per gli sloveni del Rudar Velenje.

## Statistiche

### Presenze e reti nei club
Statistiche aggiornate al 23 gennaio 2019.
| Stagione              | Club                  | Campionato            | Campionato | Campionato | Coppe nazionali | Coppe nazionali | Coppe nazionali | Coppe continentali | Coppe continentali | Coppe continentali | Supercoppe | Supercoppe | Supercoppe | Totale | Totale |
| Stagione              | Club                  | Comp                  | Pres       | Reti       | Comp            | Pres            | Reti            | Comp               | Pres               | Reti               | Comp       | Pres       | Reti       | Pres   | Reti   |
| --------------------- | --------------------- | --------------------- | ---------- | ---------- | --------------- | --------------- | --------------- | ------------------ | ------------------ | ------------------ | ---------- | ---------- | ---------- | ------ | ------ |
| 2011-2012             | Inter Zaprešić        | 1.HNL                 | 3          | 0          | CC              | ?               | ?               | -                  | -                  | -                  | -          | -          | -          | 3+     | 0+     |
| 2012-2013             | Inter Zaprešić        | 1.HNL                 | 1          | 0          | CC              | ?               | ?               | -                  | -                  | -                  | -          | -          | -          | 1+     | 0+     |
| 2013-2014             | Inter Zaprešić        | 2.HNL                 | 30         | 1          | CC              | 4               | 0               | -                  | -                  | -                  | -          | -          | -          | 34     | 1      |
| 2014-2015             | Inter Zaprešić        | 2.HNL                 | 23         | 2          | CC              | 0               | 0               | -                  | -                  | -                  | -          | -          | -          | 23     | 2      |
| 2015-2016             | Inter Zaprešić        | 1.HNL                 | 32         | 1          | CC              | 1               | 0               | -                  | -                  | -                  | -          | -          | -          | 33     | 1      |
| 2016-2017             | Hajduk Spalato        | 1.HNL                 | 16         | 0          | CC              | 3               | 0               | UEL                | 6                  | 3                  | -          | -          | -          | 25     | 3      |
| lug.-ago. 2017        | Inter Zaprešić        | 1.HNL                 | 2          | 0          | CC              | 0               | 0               | -                  | -                  | -                  | -          | -          | -          | 2      | 0      |
| Totale Inter Zaprešić | Totale Inter Zaprešić | Totale Inter Zaprešić | 91         | 4          |                 | 5+              | 0+              |                    | -                  | -                  |            | -          | -          | 96+    | 4+     |
| ago.-dic. 2017        | Haugesund             | ES                    | 8          | 0          | CN              | 1               | 0               | UEL                | -                  | -                  | -          | -          | -          | 9      | 0      |
| 2018                  | Haugesund             | ES                    | 0          | 0          | CN              | 0               | 0               | -                  | -                  | -                  | -          | -          | -          | 0      | 0      |
| Totale Haugesund      | Totale Haugesund      | Totale Haugesund      | 8          | 0          |                 | 1               | 0               |                    | -                  | -                  |            | -          | -          | 9      | 0      |
| gen.-giu. 2019        | Rudar Velenje         | 1.SNL                 | 0          | 0          | CS              | -               | -               | UEL                | -                  | -                  | -          | -          | -          | 0      | 0      |
| Totale                | Totale                | Totale                | 115        | 4          |                 | 6+              | 0+              |                    | 6                  | 3                  |            | -          | -          | 127+   | 7+     |